# Aït Bouaddou
Ait Bouadou là một đô thị thuộc tỉnh Tizi Ouzou, Algérie. Dân số thời điểm năm 2002 là 13.834 người.